# Алі Аль-Хассан
Алі Садік Нассер Аль-Хассан (араб. علي صادق ناصر الحسن, нар. 4 березня 1997, Ель-Хаса) — саудівський футболіст, півзахисник клубу «Ан-Наср» (Ер-Ріяд).
Виступав, зокрема, за клуб «Аль-Фатех», а також національну збірну Саудівської Аравії.

## Клубна кар'єра
Народився 4 березня 1997 року в місті Ель-Хаса. Вихованець футбольної школи клубу «Аль-Фатех». Дорослу футбольну кар'єру розпочав 2018 року в основній команді того ж клубу, в якій провів два сезони, взявши участь у 43 матчах чемпіонату. Більшість часу, проведеного у складі «Аль-Фатеха», був основним гравцем команди.
До складу клубу «Ан-Наср» (Ер-Ріяд) приєднався 2020 року. Станом на 19 листопада 2022 року відіграв за саудівську команду 52 матчі в національному чемпіонаті.

## Виступи за збірні
У 2020 році залучався до складу молодіжної збірної Саудівської Аравії. На молодіжному рівні зіграв у 6 офіційних матчах.
У 2021 році захищав кольори олімпійської збірної Саудівської Аравії. У складі цієї команди провів 3 матчі. У складі збірної — учасник футбольного турніру на Олімпійських іграх 2020 року у Токіо.
У 2021 році дебютував в офіційних матчах у складі національної збірної Саудівської Аравії.
У складі збірної — учасник чемпіонату світу 2022 року у Катарі.
| Дата       | Місто    | Господарі         | Результат | Гості              | Турнір            | Голи | Примітки |
| ---------- | -------- | ----------------- | --------- | ------------------ | ----------------- | ---- | -------- |
| 15-6-2021  | Ер-Ріяд  | Саудівська Аравія | 3 – 0     | Узбекистан         | Відбір до ЧС 2022 | 1    | 53'      |
| 7-9-2021   | Маскат   | Оман              | 0 – 1     | Саудівська Аравія  | Відбір до ЧС 2022 | -    | 88'      |
| 12-10-2021 | Ер-Ріяд  | Саудівська Аравія | 3 – 2     | КНР                | Відбір до ЧС 2022 | -    | 90+6'    |
| 16-11-2021 | Ханой    | В'єтнам           | 0 – 1     | Саудівська Аравія  | Відбір до ЧС 2022 | -    | 90+4'    |
| 27-1-2022  | Ер-Ріяд  | Саудівська Аравія | 1 – 0     | Оман               | Відбір до ЧС 2022 | -    | 90+2'    |
| 1-2-2022   | Сайтама  | Японія            | 2 – 0     | Саудівська Аравія  | Відбір до ЧС 2022 | -    | 55'      |
| 9-6-2022   | Мурсія   | Саудівська Аравія | 0 – 1     | Венесуела          | товариський матч  | -    | 29' 58'  |
| 23-9-2022  | Мурсія   | Саудівська Аравія | 0 – 0     | Еквадор            | товариський матч  | -    | 66'      |
| 27-9-2022  | Мурсія   | Саудівська Аравія | 0 – 0     | США                | товариський матч  | -    | 66'      |
| 22-10-2022 | Абу-Дабі | Саудівська Аравія | 1 – 0     | Північна Македонія | товариський матч  | -    | 60'      |
| 30-10-2022 | Абу-Дабі | Саудівська Аравія | 0 – 0     | Гондурас           | товариський матч  | -    | 87'      |
| 16-11-2022 | Ер-Ріяд  | Саудівська Аравія | 0 – 1     | Хорватія           | товариський матч  | -    | 79'      |
| Усього     |          | Матчів            | 12        |                    | Голів             | 1    |          |